# Nephrotoma ruwenzoriana
Nephrotoma ruwenzoriana är en tvåvingeart som beskrevs av Alexander 1920. Nephrotoma ruwenzoriana ingår i släktet Nephrotoma och familjen storharkrankar. Inga underarter finns listade i Catalogue of Life.